# بانتك
بانتك Pantech هي شركة تصنيع هواتف محمولة مقرها في كوريا الجنوبية تأسست عام 1990. وأشهر منتجاتها هاتف بي جي 6100 الشهير.